# Betty Bergen
Elisabeth (Betty) Margaretha Jorissen-Bergen (voorheen Bouten-Bergen), (Suriname, 29 mei 1905 - Amsterdam, 4 oktober 1983) was een Nederlands verpleegkundige die in de Tweede Wereldoorlog actief was in het verzet.

## Leven en werk
Betty Bergen werd geboren in Suriname, als kleindochter van een Joodse plantageeigenaar en zijn zwarte huishoudster. Zij verloor al jong haar ouders, vertrok naar Nederland en trouwde in 1940 met weduwnaar Jacob Bouten. Het echtpaar ging wonen in de Harmoniehof 59 in Amsterdam, een dubbel bovenhuis van woningbouwvereniging Samenwerking. Nadat Jacob in november 1940 was overleden, nam Betty mensen in huis, onder wie negen Joodse onderduikers. Drie van hen waren jonge kinderen. In een kast tussen de schuifdeuren werd een vluchtweg gemaakt naar een ruimte tussen de vloer en het plafond van het benedenhuis.
Na verraad werd het pand in juni 1944 overvallen en de bewoners naar verschillende concentratiekampen gestuurd. Vijf Joodse onderduikers overleefden de oorlog niet; de jongste was negen maanden oud. Betty kwam via Vught en Ravensbrück in het Agfacommando, een buitenkamp van Dachau, waar zij in de ziekenboeg werkte. Bij de ontruiming van het kamp bleef zij met de zieken achter. Op 29 april 1945 werden zij door de Amerikanen bevrijd.
Na de oorlog hertrouwde Betty met Wim Jorissen. Zij overleed in 1983 aan darmkanker.

## Monument
Op 30 juni 2017 werd op de gevel van het voormalige postkantoor aan de Gerard Terborgstraat een eenvoudig monument onthuld ter nagedachtenis van de 169 bewoners van woningbouwvereniging Samenwerking die in de Tweede Wereldoorlog om het leven gekomen zijn.